# Liste der Monuments historiques in Haimps
Die Liste der Monuments historiques in Haimps führt die Monuments historiques in der französischen Gemeinde Haimps auf.

## Liste der Bauwerke
| Bezeichnung          | Beschreibung            | Standort               | Kennzeichnung | Schutzstatus | Datum | Bild           |
| -------------------- | ----------------------- | ---------------------- | ------------- | ------------ | ----- | -------------- |
| Kirche St-Symphorien | 12. bis 15. Jahrhundert | Rue de l’Église (Lage) | PA00104708    | Classé       | 1983  | weitere Bilder |

## Liste der Objekte

### Kirche St-Symphorien
| Bezeichnung | Beschreibung                              | Standort | Kennzeichnung | Schutzstatus | Datum | Bild           |
| ----------- | ----------------------------------------- | -------- | ------------- | ------------ | ----- | -------------- |
| Taufbecken  | Stein, vermutlich aus dem 17. Jahrhundert | (Lage)   | PM17001340    | Inscrit      | 1983  | weitere Bilder |
| Grabstein   | Grabstein für Jacques Abelain, 1775       | (Lage)   | PM17001341    | Inscrit      | 1983  |                |
| Grabstein   | Grabstein für Catherine Barrau, 1763      | (Lage)   | PM17001342    | Inscrit      | 1983  |                |
| Glocke      | Bronze, im 17. Jahrhundert gegossen       | (Lage)   | PM17002601    | Inscrit      | 2015  |                |
| Glocke      | Bronze, 1681 gegossen                     | (Lage)   | PM17002602    | Inscrit      | 2015  |                |